# تفجير قصر الحرية بجنوب فيتنام 1962
الهجوم الإنفجارى على قصر الحرية بفيتنام الجنوبية 1962 يكون غارة جوية شُنت على قصر الحرية مقر الرئيس والذي يقع في سايغون عاصمة فيتنام

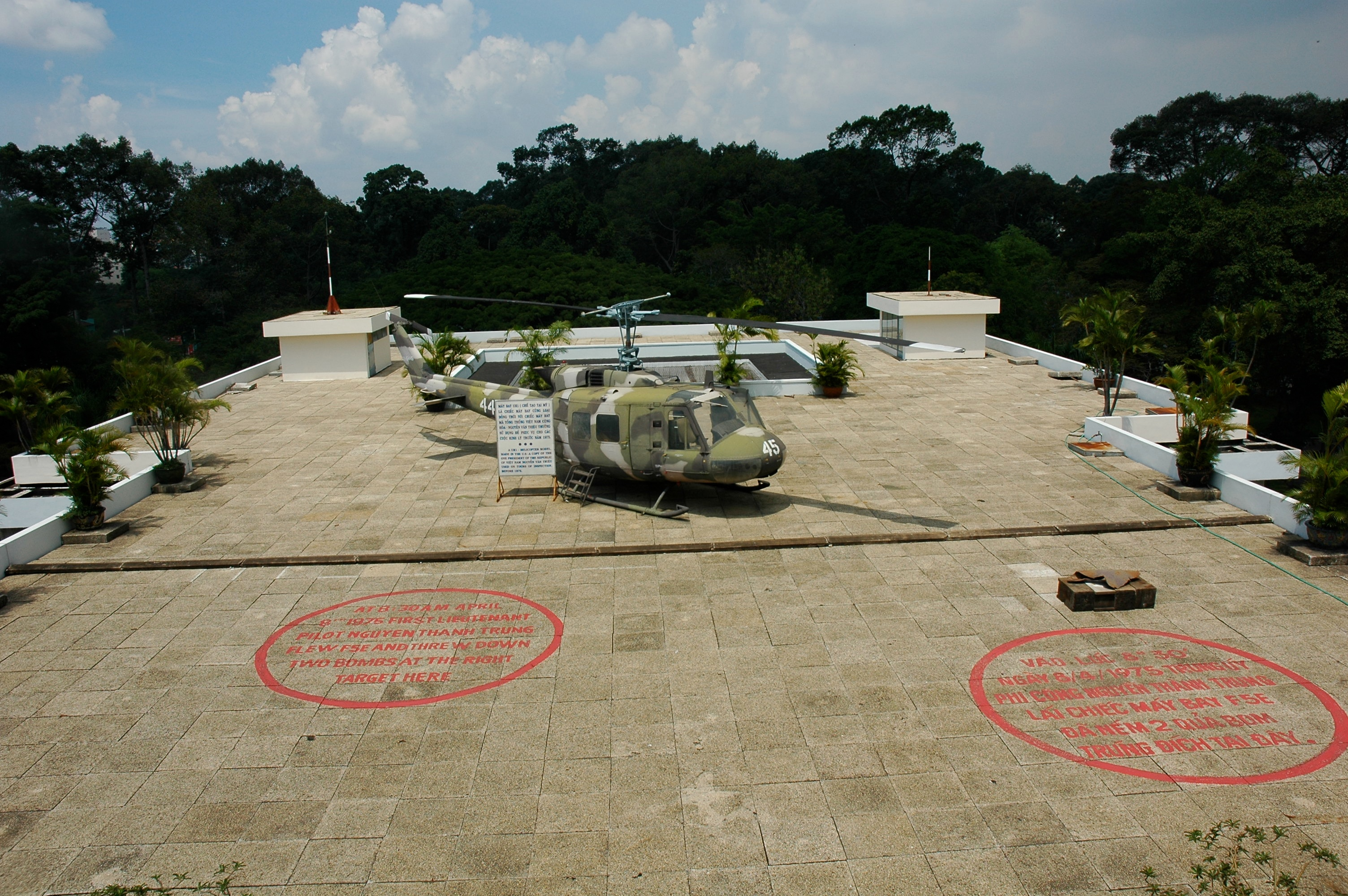
الدائرة الحمراء التي في اليمين تُظهر مكان أحد المتفجرات التي سقطت من السطح.

الجنوبية. طبقاً لآراء مختلفة فإن منظمى الهجوم هما الملازم الأول بهام بهو كوجا والملازم نيجويان فان كور طياران بالقوات الجوية الفيتنامية.وقد أضمر الطيارون الشر بهدف قتل الرئيس نغو دن ديم بالإضافة إلى التخلص من عائلته التي تكون من المستشارين السياسين.وقد صرح الطيارون عقب الواقعة بأن الرئيس عمل جاهداً للحفاظ على منصبه إذا كافح مع جبهة الإنقاذ الوطني الفيتنامية التي تكون منظمة حرب عصابات ماركيسيست لينينست الذي توعد بإسقاط نظام حكم فيتنام الجنوبية قائلاً بأنهم قد شنوا الهجوم بسبب نظام الحكم المستبد لديم.وقد أوضح كور وكوجا أن تعرض ديم للهجوم سيوجه الشعب للتمرد حيث لم تتطور الأحداث في هذا الإتجاه.بينما كان الرئيس يقرأ أُلقت إحدى المتفجرات في القسم الشمالى للقصر وسقطت في الغرفة ولكنها لم تنفجر.ولهذا السبب إدعى الرئيس أنه صاحب حماية إلهية.لم تُصب عائلة الرئيس بأى أذى بإستثناء أخوه الغير شقيق مدام نغو دن نو الذي نجح في الهروب بجروح طفيفة وتوفى ثلاثة من العاملين بقصر الرئاسة وجُرح ثلاثون شخصاً (تقرر بعض المصادر الأخرى بأن عددهم عشرون.عندما حاول كور أن ينجح في الهروب إلى كامبوديا إعتقله كوجا وأرسله إلى السجن.نتيجة للهجوم أصبح ديم عدو للوجود الأمريكى في فيتنام الجنوبية.وضع ديم حدود جديدة بناء على حرية الإعلام وقوات الوحدات العسكرية زاعماً ان الإعلام الأمريكى يريد تخليه عن منصبه.إدعت وسائل الإعلام أن أمريكا ستسخدم هذه الواقعة مبررةً توفير وحدة للتصادم في فيتنام الجنوبية؛ ولكن أمريكا قد أخذت حيطتها في هذه الواقعة.أما الهجوم الذي في داخل المدينة، فقد زادت النُصُب الموجهة للرئيس وموضفيه.

## ما قبل الهجوم
كان كور الابن الثانى لنغوين فان لوك أحد أعضاء حزب فيت نام كوجا دان دانج الذي احتج على نظام حكم ديم وقد أرسله ديم إلى السجن بحجة

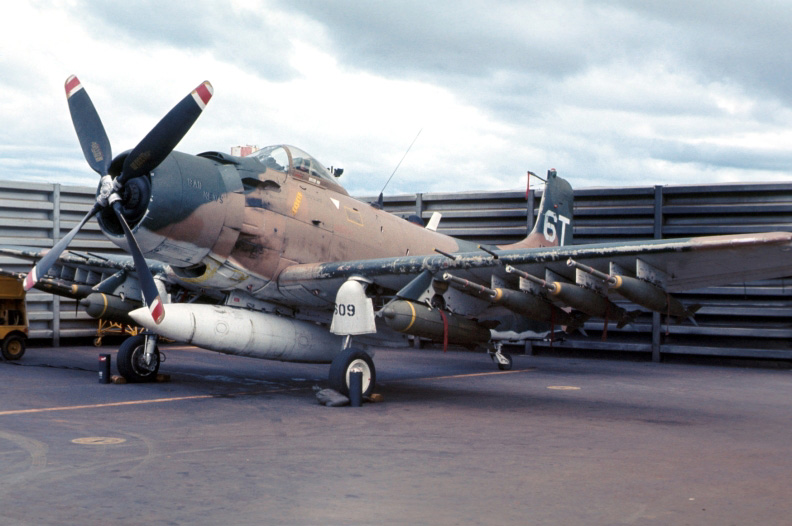
سكريدارA_1 مشابه لما إستخدموه في الهجوم.

(وجوده في نشاطات ضد الحكومة)في عام 1960 .خطط الحزب وكور وكوجا وأيضاً مع تيار الفوج هجوماً على قصر الحرية.بسبب انتصارات كوجا التي ظهرت بشكل غير معتاد في مجال التصادم في فترة زمنية قصيرة فقد قدره ديم أقصى تقدير وكرمه كواحد من أفضل الطيارين بالقوات الجوية الفيتنامية.وعلى الصعيد الآخر فقد صحب كوجا أقاربه الذين يشكلون علاقات مع الحزب.أقنع كور كوجا قائلاً بأن أمريكا تعارفت على الخطة مع الجيش مستخدماً هذه المقالة التي تهاجم ديم لتدخله في الخطة والتي أُعدت للنشر في أخبار الأسبوع ك«دليل». كان يوجد كثير من العساكر ممن لهم صلة بكوجا ولكنه لم يعمل على إقناعهم بالمشاركة في الهجوم بسبب عد ثقته من إخلاصهم له.وقد تلقى كوجا وكور تعليمهم في فرنسا وأمريكا.ظهر موقف ديم ضد المعارضين كسبب للهجوم.وبالنسبة لكور وجد أن البقاء في السلطة أكثر أهمية من التحارب مع جبهة الأنقاذ الوطنى الفيتنامية ونتيجة لموقف ديم من المعارضين ترقب كور ترقية لست سنوات.قال كور«في الحقيقة فقد رد الأمريكيون الباب ضد الراغبين منا التحارب مع الشيوعين» ذاكراً انتقاده للحكومة الأمريكية بسبب دعمها للرئيس وأنها قمعت العمل وأنفقت المال من أجل الحرب.

## الهجوم

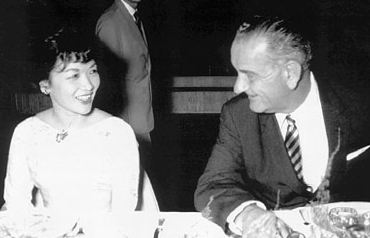
في أثناء الهجوم السيدة الأولى لمدامى نغو دين نو (الذي في الشمال) جُرحت ساقطة أثناء إدارتها لملجأ الغارات الجوية.

في ساعات من الصباح الباكر، أُرسل كوجا وكو إلى دلتا ميكونج بسبب تنظيم الطيران ضد جبهة الإنقاذ الوطنى الفيتنامية التي دعمتها فيتنام الشمالية من أجل إسقاط حكومة فيتنام الجنوبية التي تكون منظمة حرب عصابات.قامت المنظمة بشن غارات في جنوب سايغون العاصمة ضد قوات الجيش بجمهورية فيتنام وقد أحدثت أضراراً بالغة.بدلاً من أن أيستمر الطياران في الجبهة الجنوبية كما أمروا، غيروا مسير لرحلتهم لقصر الحرية مقر الرئاسة وقد دل هذا على على أن العصابات الشيوعية ستنسحب مقابل هذا.في حوالى الساعة السابعة، عندما جعل كور وكوجا الطيران على ارتفاع منخفض البحث في القصر بطائرات الهجوم ذات المقعد الواحد (A1H/AD-6)سكرايدر صناعة أمريكية، هدد رعى حيوان الرنة في مرج في القصر وهو مصنوع واسعة في ظل الإستعمار الفرنسى.أثناء تجمعهم الأول هاجمت الطائرات القصر بالمتفجرات وقنابل النابالم وبعد ذلك أطلقوا النيران بالرشاشات والصواريخ.ثانياً؛ جاءت القوات التي تختص بشئون الطيران والرئيس واستمرت على ما يقرب من ثلاثين دقيقة حتى ردت بحجة معاكسة لأنفسهم.رسمت الطائرات التي تستغل قدرتها في اختراق السحب المنخفضة والجو السئ دوائر على بعد ارتفاع ما يقرب من 150 متر في أنحاء القصر ثم خرجت من بين السحب من أجل الهجوم من حين لآخر وبعد ذلك دخلت بين السحب مرة أخرى.عندما أتت الدبابات الحكومية وناقلات الجند المدرعة إلى مراكز الحرب بدأت البطاريات المضادة للطيارات بإطلاق النار.الطلقة التي أُطلقت من إحدى هذه البطاريات كانت على وشك إسقاط طائرة حكومية للقاعدة الجوية بيان هوا.تجولت كثير من سيارات الجيب ودباباتان مزودتان برشاشات عيار البندقة 50 بهدف إتخاذ التدابير في شوارع المدينة المليئة بالدخان..القنبلة الأولى عيار 230 كيلو جرام التي أُطلقت من الطائرات في الجناح الشمالى للقصر سقطت في الغرفة عندما كان يقرأ ديم السيرة الذاتية لجورج واشنطن.عدم انفجار القنبلة جعل ديم يقضى وقتاً مختبأً في سرداب في الجناح الأيمن للقصر.إنضم إليه هناك أطفاله ومدامى نغو متصدعة الذراع وأخيه الصغير نغو دن نو وأخيه الأكبر نغو دن ثيو.أما الأماكن الأخرى للقصر فقد تُوفي ثلاثة موظفين وجُرح ما يقرب من ثلاثين موظفاً.يُقال أن عدد المصابين عشرون فقط.فقد المتعهد الأمريكى الذي في خارج القصر حياته وذلك أثناء مشاهدته الهجوم.على الرغم من الاضطرابات فإن كثير من سكان المدينة استمرت حياتهم بغض النظر عن الفوضى.استغرق الإنجار ثلاثون دقيقة، على الرغم من أن الطيارين يحملون قنبلة حتى يتم تدمير القصر فأنهم أنفقوا كل الذخيرة.وتضررت طائرة كوجا نتيجة الطلقة التي قُذفت من سفينة كافحة الألغام ولهذا السبب فقد فرإلى نهر سايغون واضطر إلى النزول بالهيئة القوية الصحية لبيلير.وفي أثناء نزوله ظهرت بعض الجروح الطفيفة على وجه كوجا.كوجا الذي اعتقلته دورية نهرية بالقرب منه، طرح سؤالاً على الموظفين قبل ترحيله للإستجواب قائلاً«هل أنا قتلت هذا الرجل البذئ؟».هرب كور إلى كامبوديا بسلام معتقداً أن الهجوم لقى نجاحاً.بما يتعلق بمهارات المهاجمين استخدم موظف القوات الجوية الأمريكية عبارة«في حالة الطقس لقد أتم المهمة بنجاح جيد».نتيجة الهجوم انهدم الجناح الشمالى للقصر بالكامل.انهدم القصر الذي من الصعب اصلاحه وأمر ديم بإعادة بناؤه ولهذا السبب بقى هذا القصر مغلقاً إلى عام 1966.

## بعد الهجوم
ربط ديم في خطابه الموجز الذي ألقاه بعد الهجوم بقاؤه على قيد الحياة واصفاً الهجوم "بحركة منفردة"بالحماية الإلهية.أما بعد ذلك فزار الجنود المصابين في الهجوم وتعهد لرفقاء العمل بأن المهاجمين لن يُعَزوا من الهجوم.صرح رئيس الولايات المتحدة الأمريكية جون فيكيندرى بأنهم شعروا بسعادة من كون ديم "سليم وغير مصاب بأذى"وأن الهجوم يكون "حركة مدمرة وسيئة النية"مرسلاًعلى الفور خطاب يدين فيه الهجوم.فريدريك نولتينج سفير فيتنام الجنوبية للولايات المتحدة الأمريكية الهجوم "كنتيجة للحادثتين المنفردتين"وقال بأن الشعب لم يدرك بأن الهجوم كان شغب شائع ضد النظام.قال نولتينج بسبب عدم مجئ رد فعل من جبهة الإنقاذ الوطنى الفيتنامية أن الواقعة تكون "مؤامرة شيوعية تحمل هدف معلوم".أراد الرئيس، السلطة التشريعية لكاتب الدولة ديم،مجلس الدولة"إتخاذ التدابير الصارمة ضد المحذورين الذين لم يُعتمد عليهم".ربط دونج فان مينج لواء التضامن العسكرى للرئيس الهجوم بالطيارين المستائين"وقال لم تتحرك أي وحدة ضد الرئيس.وظل الحرس المدنى موالى للرئيس وأمر القادة بالاستحواذ على القاعدة الجوية تان صون هوت التابعة للقوات الجوية.أنكر المتحدث الرسمى لديم استخدام قنابل النابالم في الهجوم ضد القصر.أما في موضوعه يقال أن السبب يرجع إلى إيجاد أسلحة من هذا النوع في مستودعات الأسلحة الجوية للحكومة فيكون الأمر حساساً حول إظهارها.صرح المتحدث أنه بالإضافة إلى هذا فإن الوضع يكون تحت السيطرة تماماً.أظهرت القوات الجوية لفيتنام رد فعل بإرسال خطاب إلى ديم بما فعله الطياران.فقد صُرح في الخطاب بأن الهجوم الذي يكون "حادثاً سخيفاً لا علاقة له بالجيش"،"أضعف سمعة الجيش"و"أن الإساءة إلى النضال الوطنى المستمر يكون مُربح من ناحية أهداف تدمير صفوف الشيوعين".وجهت عائلة نيغو نداء طالبةً نقل الطيارين وأن الحركة الثورية الوطنية تكون مظاهرة مستخدمة لتنظيم المظاهرات الحاشدة والتي تكون موجهة بهدف تقديم الدعامة لأنفسهم وأراد ديم إتخاذ التدابير الصارمة قدر الإمكان لتوفير الانضباط في الجيش.ولكن فقد صُرح بإقلاع طائرة.هذا وقد ثبتت الدبابات لمدرج طائرات القاعدة الجوية بيان هوا.جائت حالة خطرة جداً لتنظيم العمليات ضد الشيوعين في الغابات من أجل القوات الأمريكية بدون طائرات حربية مرافقة.في اليوم الثانى من شهر مارس، أي بعد مرور ثلاثة أيام من الهجوم عندما وصل ديم للإستنتاج وجد أن فكر كور وكوجا لم يمثل فكر جميع القوات الجوية وصرح بإستمرار العمليات العسكرية للقوات الجوية.حتى بعد مرور بضعة أيام على الهجوم فنُشرت الدبابات في الشوارع المعروفة بالعاصمة وحاصرت قوات الشرطة المناطق الجانبية للقصر.أما في اليوم الخامس من شهر مارس فقد رفعت القوات الجوية جميع الحدود.تم القبض على كوجا بسبب عملياته.أما كور فبدأ تأسيس سلك تعليمى في كامبوديا.أراد ديم تسليم كور من كامبوديا ولكن فقد رُفض هذا الطلب.كان نوردوم سيهانوك صاحب علاقات عدوانية مع ديم عمل جاهداً لخلع عائلة نيغو من السلطة مدعماً الحركات الانقلابية قبل ذلك.في عام 1959 حاول نهو قتل سيهانوك بحزمة مليئة بالقنابل.لهذا السبب فقد وجد سيهانوك سكناً آخر للراغبين في القتل أو القيام بانقلاب ضد ديم.أيضاً في عام 1960 وجد سكناً آخر لفرقة المظلات التي حاولت القيام بانقلاب ضد ديم.في هذه الأثناء بحثت شرطة ديم على والد كور الذي اختبأ بعد الهجوم.عقب مقتل ديم في شهر نوفمبر لعام 1963 أُطلق سراح كوجاوعاد كور من كامبوديا في 16 نوفمبر 1963.منذ هذا التاريخ استمرا كلاهما في وظائفهم بالقوات الجوية.بعد ذلك ارتقى كوجا إلى رتبة العميد ولكن بعد ثمانية عشر شهراً تُوفي في الهجوم الجوى بفيتنام الشمالية في 20 إبريل عام 1965.

## رد فعل ديم

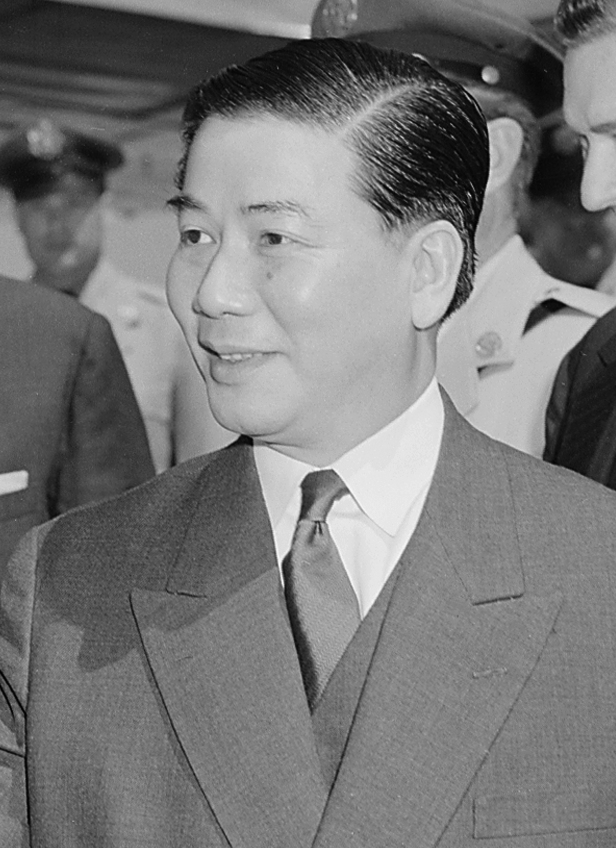
نغو دين ديم

اتهم ديم وسائل الإعلام بسبب الهجوم بالعناد وذلك في الاجتماع الأول الذي عقده مع نولتينج بعد محاولة الاغتيال.استخدم الأمريكيون الذين دعموا الهجوم «أخبار مهينة أخرى والتي نُشرت في الصحيفة» والمقالة التي تم تحريرها في جريدة الأسبوع وذلك بهدف تقوية الإدعاءات.قال ديم أن بعض الصحفيين بمثابة جرس إنذار لإثارة الهجوم أنه يرى أن الحدث ذاته بمثابة تحذير لهم «تحريض بهدف إثارة الشغب» مؤشراً إلى مخاطر مثل انعدام المسئولية.وبعد ذلك ديم الذي التقى مع الجنرال باول هاركينس الذي يوجد في بداية المهنة العسكرية الأمريكية بفيتنام ابتكر دعابة«لا ينبغى وضعه لسلاح القوات الأمريكية الجوية لارسال والده إلى السجن منذ بضعة سنوات.لقى ديم مصرعه عقب الانقلاب العسكرى الذي حقق نجاحاً عام 1963.وقد ظهر رد فعل ديم مشدداً الرقابة على الصحافة وآخذاً الإجراءات الصارمة ضد المعارضين لمؤامرة الاغتيال.وافق ديم على أن يكون مسئول في شكل سرى، لم يتحدث حتى عن حرية الصحافة، ولم نطالب بمزيد من الحريات.يكون ديم في وضع حصار بالأوليغرشية التي تمنحه تماماً».اجتهد نو لتبرير الهجوم ضد المعارضين قائلاً كالتالى: فدائماً ما ستكون المعارضة.إذا ألقينا هؤلاء الرجالى في السجون فسوف تظهر معارضة جديدة؛ لأن هؤلاء يتسببون في النزاع.أضاف مدامى نو أيضا قائلاً:«أنت تفتح النافذة من اجل دخول الهواء والضوء، لا للرصاص.نحن نريد الحرية؛ ولكن لا نريد الإساءة.»

## رد فعل الولايات المتحدة الأمريكية
أدى الهجوم إلى انتشار الخرافات بأن أمريكا ستنشر قواتها بهدف الحرب على جنوب فيتنام.في هذه الفترة فإن الأفراد العسكريين للولايات المتحدة الأمريكيية احتلوا مناصب كخبراء.أنكر ديم روسك وزير الخارجية الأمريكية الإدعاءات الموجهة ضد أمريكا بأنها سترسل قواتها بهدف الحرب وذلك رداً على تقارير وسائل الإعلام حول عدم استقرار حكومة ديم.في نفس الوقت فقد أجرى روسك مباحثات مع جبهة الإنقاذ الوطنى الفيتنامية قائلاًأن «مصدر اللغة» الذي يكون انتقاض لقواعد جيف من قبل الشيوعين.اجتهد جون كيفين سفير الهند لأمريكا بإقناع كينيدى بإرسال القوات بهدف الحرب.ادعى جونرى أن هذا سوف ينهى لمطالب القوة التي أتيت بشكل مستمر من حكومة فيتنام.اعتقد جالييرت أن الهدر في الغابات الفيتنامية لمصادر الولايات المتحدة الأمريكية سوف يفيد الاتحاد السوفيتى.بناء على مراقب الولايات المتحدة الأمريكية فإن إلقاء القنابل على القصر حفز على «مؤامرة واسعة النطاق ضد ديم».

### عام
Jones, Howard (2003). Death of a Generation: how the assassinations of Diem and JFK prolonged the Vietnam War. New York City, New York: Oxford University Press. ISBN 0-19-505286-2. Erişim tarihi: 3 Ocak 2011.
1. ↑  Ellen J., Hammer (1987). A Death in November: America in Vietnam, 1963. New York City, New York: E.F. Dutton. ISBN 0-525-24210-4. Erişim tarihi: 3 Ocak 2011.
2. ↑  Jacobs, Seth (2006). Cold War Mandarin: Ngo Dinh Diem and the Origins of America's War in Vietnam, 1950–1963. Lanham, Maryland: Rowman & Littlefield. ISBN 0-7425-4447-8. Erişim tarihi: 3 Ocak 2011.
3. ↑  Stanley Karnow (2008) (İngilizce). Vietnam: A History. New York City: Paw Prints. ISBN 978-1-4395-0460-4. Erişim tarihi: 3 Ocak 2011
4. ↑  Langguth, A. J. (2000). Our Vietnam: the war, 1954–1975. New York City, New York: Simon & Schuster. ISBN 0-684-81202-9. Erişim tarihi: 3 Ocak 2011.
5. ↑  Osborne, Milton (1994). Sihanouk: Prince of Light, Prince of Darkness. Sydney: Allen & Unwin. ISBN 1-86373-642-5. Erişim tarihi: 3 Ocak 2011.
6. ↑  Tucker, Spencer C. (2000). Encyclopedia of the Vietnam War. Santa Barbara, California: ABC-CLIO. ISBN 1-57607-040-9. Erişim tarihi: 3 Ocak 2011.
7. ↑  Warner, Denis (1964). The Last Confucian: Vietnam, South-East Asia, and the West. Sydney: Angus and Robertson. Erişim tarihi: 3 Ocak 2011.

### خاص
1. ↑  a b c d e f g h i j Karnow, sf. 280-281
2. ↑  Tucker, sf. 302
3. ↑  a b c Langguth, sf. 163–164
4. ↑  a b c d e f g "Durable Diem". Time. 9 Mart 1962. Erişim tarihi: 9 Nisan 2008.
5. ↑  a b c d e f g Bigart, Homer (1962-03-03). "Vietnamese win in stab at reds". The New York Times.
6. ↑  a b c d e f g h i Bigart, Homer (1962-03-02). "Vietnam’s planes return to battle". The New York Times.
7. ↑  Langguth, sf. 99.
8. ↑  a b c d Bigart, Homer (1962-02-28). "Saigon discounts pilots’ raid on Presidential Palace". The New York Times.
9. ↑  Solheim, Bruce O. The Vietnam War Era: A Personal Journey (2008). Nebraska Üniversitesi Yayınları, sf. xxiii. (İngilizce)
10. ↑  "STYLE; Madame Nhu Almost Slept Here". The New York Times. Erişim tarihi: 16 Nisan 2009.
11. ↑  a b c d Jacobs, sf. 131–132.
12. ↑  Hammer, sf. 128–132.
13. ↑  "Unsuccessful foes of Diem end exile". The New York Times. 1963-11-17.
14. ↑  Langguth, Jack (1965-04-21). "U.S. bombs roads in North Vitnam". The New York Times.
15. ↑  Tucker, p. 405.
16. ↑  Warner, p. 92.